# Pentacheles laevis
Pentacheles laevis är en kräftdjursart som beskrevs av Charles Spence Bate 1878. Pentacheles laevis ingår i släktet Pentacheles och familjen Polychelidae. IUCN kategoriserar arten globalt som livskraftig. Inga underarter finns listade i Catalogue of Life.